# Aeschynomene fulgida
Aeschynomene fulgida är en ärtväxtart som beskrevs av John Gilbert Baker. Aeschynomene fulgida ingår i släktet Aeschynomene och familjen ärtväxter. Inga underarter finns listade i Catalogue of Life.